# Presidentorder

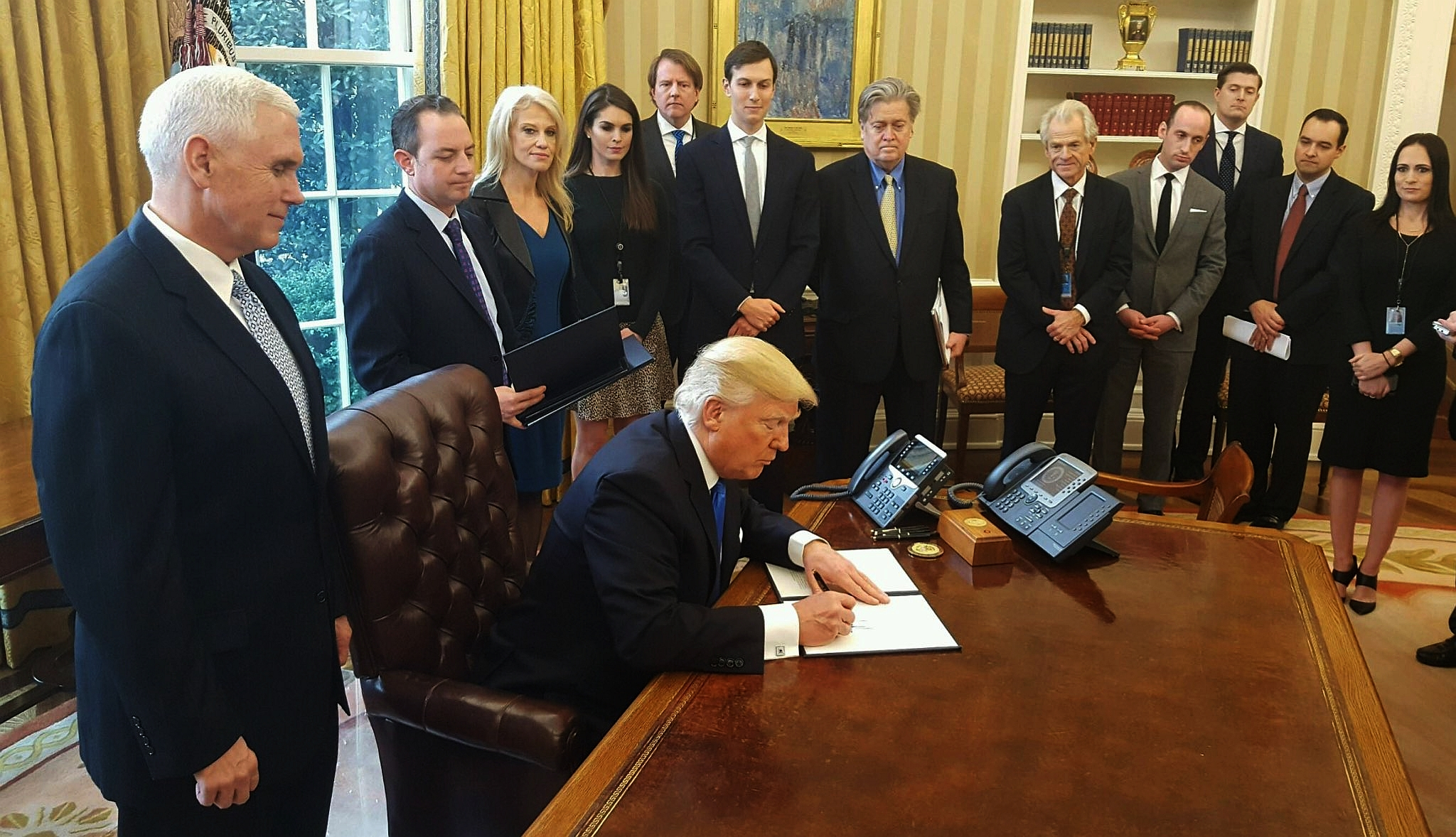
Donald Trump signerar presidentordrar på Resolute desk i Ovala rummet omedelbart efter tillträdet som president i januari 2017

En presidentorder eller presidentdekret (engelska: Executive order) är i amerikanska sammanhang en form av direktiv eller dekret som utfärdas av USA:s president, och som riktar sig till federala myndigheter i den verkställande grenen. En sådan order ges av presidenten som företrädare för verkställande makt enligt USA:s konstitution. Enligt denna ligger den lagstiftande makten på kongressen, och en presidentorder kan närmast ses som en lagtolkande instruktion till en myndighet. 
Motsvarande dekret kan i USA också utfärdas på delstatsnivå av delstatens guvernör och på kommunnivå av stadens borgmästare. 
Presidentordrar finns dokumenterade i en nummerserie från 1862. Denna numrering infördes 1907, då också begreppet myntades officiellt. Från 1935 publiceras de också i Federal Register. Amerikanska presidenter har dock skrivit under instruktioner till myndigheter ända från 1789, vilka kan anses ha varit presidentordrar.

## Användning av presidentordrar
President Barack Obama hade under senare delen av sin presidentperiod svårigheter att få igenom lagstiftningsförslag i en fientligt sinnad republikansk kongress, och utnyttjade presidentorderinstrumentet för att till exempel genomföra en sjukvårdsförsäkringsreform. Han kritiserades av republikaner för ett flitigt användande av presidentordrar för att gå runt kongressens lagstiftningsmonopol. Åtskilliga tidigare presidenter har dock utnyttjat presidentordrar i avsevärt större antal än Obama, som utfärdade 272. Det var ungefär lika många som hans närmaste föregångare George W. Bush och Bill Clinton gjorde (291 respektive 364). Rekord i antal har Franklin D. Roosevelt, som utfärdade 3 522 order under sina drygt 12 år vid makten. Ronald Reagan är den som signerat flest, med sina 381 presidentordrar, på senare år.
President Donald Trump startade sin presidentperiod i januari 2017 med påskrivandet av ett antal presidentordrar, varav några upphävde sådana som Obama hade utfärdat.